# Bitka za Guadalcanal
Bitka za Guadalcanal, savezničkog kodnog naziva Operacija Watchtower, bila je vojna kampanja, koja je trajala između 7. kolovoza 1942. i 9. veljače 1943. na i oko otoka Guadalcanal na Solomonskim Otocima tijekom Rata na Pacifiku u Drugom svjetskom ratu. To je bila prva velika ofenziva savezničkih snaga protiv Japanskoga Carstva.

## Pripreme
Pripreme za ovu tešku i dugotrajnu borbu poznatu pod kodnim imenom "Operacija Watchtower" počele su 1. srpnja isplovljavanjem šest transportnih brodova s ukrcanim marincima iz luke San Diega u smjeru otočja Fidži. Pratili su ih jedan nosač zrakoplova, jedan bojni brod, četiri krstarice i deset razarača. Pored toga, s istim odredištem iz Pearl Harbora 7. srpnja kreću dva nosača zrakoplova, šest krstarica i četrnaest razarača.
U međuvremenu, japanska mornarica podvrgnuta je potpunoj reorganizaciji, a porinuta su u more dva nova bojna broda, novi eskortni nosač zrakoplova i nosač hidroaviona, kao i više novih krstarica i razarača. Port Moresby na Novoj Gvineji i dalje je bio željeni japanski cilj, tako da je od 20. srpnja bilo više japanskih pokušaja da u blizini formiraju mostobran. Saveznici su zračnim napadima ometali transporte trupa pa ga Japanci nisu uspjeli osvojiti.
U to vrijeme flotni sastavi Amerikanaca sastaju se kod otočja Fidži radi pripreme za Operaciju Watchtower. Amerikanci su se s Britancima dogovorili da se radi zavaravanja Japanaca provede hinjeno iskrcavanje na Andamanske otoke, što je trajalo od 1 do 10. kolovoza.

## Bitka
Iskrcavanjem 7. kolovoza na Guadalcanalu, najvećem otoku u skupini Solomonoskih otoka, Amerikanci otpočinju Operaciju Wachtower - Guadalcanalsku kampanju, jednu od najžešćih borbi s najvećim gubitcima tijekom rata na Pacifiku. Trajala je sve do početka 1943. godine i bila još jedna prekretnica u korist Amerikanaca. Pod tim imenom obuhvaćen je cijeli niz pomorskih, ali i kopnenih bitaka.
Cilj iskrcavanja bilo je područje japanske zrakoplovne baze "Lunga Point", najzapadnijeg zračnog uporišta za podršku pomorskim operacijama i ugrožavanje opskrbnih putova između Amerike i Australije, a u dosegu ove baze bila je i Nova Gvineja. Aerodrom je zauzet već 8. kolovoza poslije podne, no idućih su mjeseci za njega vođene žestoke borbe, jer su Japanci svom snagom pokušavali ponovo zadobiti kontrolu nad njim.
Borbe nisu vođene samo na kopnu, nego i u vodama između Guadalcanala i otoka Savo (pomorska bitka kod otoka Savo, pomorska bitka kod Guadalcanala, pomorska bitka kod Tassafaronga i druge) te Florida Islanda pred kojim je i otok Tulagi. Napori Amerikanaca da osvoje, a Japanaca da zadrže Guadalcanal zahtijevali su brojna pojačanja u ljudstvu kao i njihovu opskrbu, što su protivnici pokušavali onemogućiti jedni drugima. Rezultat je bio veliki broj potopljenih brodova obaju zaraćenih strana tijekom više pomorskih bitaka, što je ovom području donijelo žalosno ime "tjesnac sa željeznim dnom". Tada Japanci osmišljavaju noćni transport brzim brodovima, pretežno razaračima, koji Amerikanci nazivaju Tokio ekspres.
Ova kampanja smatra se završenom tek 8. veljače 1943. godine, kada se Japanci povlače s Guadalcanala.
U rujnu, Japanci nastavljaju s invazijom na Gilbertove otoke, a krajem godine Saveznici osvajaju dijelove Nove Gvineje.